# Vende Aladár
Vende Aladár, született Hirschler Samu (Pápa, 1856. április 12. – Budapest, Erzsébetváros, 1927. augusztus 9.) újságíró, szerkesztő.

## Élete
Hirschler Lipót és Fleischmann Sarolta fia. Szülei Pápán jómódú kereskedők voltak. A családi hagyomány szerint a franciaországi Vendéből származtak. A középiskolái elvégzése után Pápán és Budapesten ügyvédi irodákban gyakornokoskodott, majd hirlapíró lett. Hosszabb ideig a Hirlaptudósító, a Gyorsfutár és a Hircsarnok, majd az Egyetértés napilap munkatársa volt. Később egy ideig a Magyar Kereskedők Lapja és az Ipartársulati Lapok munkatársa és szerkesztője volt. 1890. augusztus 19-én a Terézvárosban kikeresztelkedett a római katolikus vallásra, és felvette a Vende családnevet. Részt vett Fenyvesy Ferenc országgyűlési képviselő által 1891-ben indított Magyar Ujság politikai napilap szervezésében, annak kiadóhivatali főnöke és munkatársa volt. A Magyarország Vármegyéi és Városai monográfiasorozat segédszerkesztője, majd szerkesztője lett. Leginkább a községek történetével, a néprajzi, régészeti és genealógiai részekkel foglalkozott és a fejezeteket több kötet számára maga írta a helyszínén személyesen végzett kutatásai alapján. Öngyilkosságot követett el gázmérgezés által. 
Felesége Halász Eszter volt, Halász Dávid órás és Meixler Hanni lánya, akivel 1881. augusztus 17-én Budapesten kötött házasságot.

## Művei
- Szatmár vármegye községei. In: Szatmár vármegye. Szerk. Borovszky Samu. Bp. [1908]. (Magyarország vármegyéi és városai)
- 1907 Komárom vármegye községei. In: Borovszky Samu (szerk.): Komárom vármegye és Komárom sz. kir. város.
- Gömör-Kishont vármegye községei. In: Gömör-Kishont vármegye. Szerk. Borovszky Samu. Bp. [1903]. (Magyarország vármegyéi és városai) 25–107.